# Boel Berner
Karin Boel Christina Berner, född 3 augusti 1945 i Helsingborg, är en svensk sociolog och historiker.

## Biografi
Berner blev filosofie kandidat vid Lunds universitet 1967, filosofie doktor i sociologi i Lund 1981 samt docent i sociologi 1988. Hon har i flera omgångar studerat och forskat i London och Paris. Från 1991 var hon professor vid Tema teknik och social förändring på Linköpings universitet. Hon var redaktör för tidskriften Zenit 1974-1985, för Sociologisk Forskning 1976–1977, för Acta Sociologica 1980–1981 och för Kvinnovetenskaplig tidskrift 1981. Hon är vetenskaplig redaktör för Pandora-serien på Arkiv förlag, med inriktning mot vetenskap, teknik och medicin i samhället, samt medlem av det internationella genusforskningsnätverket Mage, med säte i Paris. 
Berners forskning har inriktats mot fyra huvudsakliga områden och med användning av såväl historisk analys som deltagande observation och intervjuer.  
- Medicinsk teknik och praktik. Forskningen behandlar blodgivning och blodtransfusion som sociala praktiker, där institutionella villkor, medicinsk teknik och professionella strävanden vävts samman i  framväxten och förändringen av ett komplext sociotekniskt system. I projektet "The Politics of Blood" analyseras hur kunskap om vad som finns "i blodet" länkar till politik, ideologi och moral under mellankrigstiden; fokus är på rasbiologi och faderskapsmål. I projektet "The Rise and Fall of Lamb Blood Transfusion" studeras en kontroversiell medicinsk praktik under 1800-talet.
- Den tekniska kunskapens karaktär och sociala roll. Forskningen har fokuserat hur teknisk kunskap ser ut, användes och förmedlas i utbildning och arbetsliv. Ingenjörsarbetets sociala betydelse och ingenjörers arbete och identiteter har analyserats i en rad studier, liksom både praktisk och teoretisk teknisk utbildning, dess karaktär och betydelse.
- Genus och teknik. Flera studier har behandlat kvinnors och mäns skilda positioner i teknikens värld och den tekniska expertisens klass- och genuskaraktär. Också hushållsarbetets och hushållsteknikens historia har undersökts, med studier bland annat av städningens sociala och moraliska villkor kring sekelskiftet och av idealet om "den moderna husmodern" i Husmors Filmer på 1950- och 60-talet.
- Risk och osäkerhet. Forskningen fokuserar risker i komplexa sociala och tekniska sammanhang och har även analyserat hur risken för aids hanterades inom blodgivningssystem i Sverige och internationellt.

### Familj
Boel Berner var gift med genetikern Bengt Olle Bengtsson (1946-2025).